# Serra d'Agullent
La serra d'Agullent, o serra de la Cova Alta, és un sistema muntanyenc que està situat en el límit entre les comarques de la Vall d'Albaida i el Comtat, al País Valencià. Està disposat d'est a oest (orientació bètica, inclòs en el prebètic extern) formant una continuïtat muntanyosa amb les serres de la Solana (a l'oest) i el Benicadell (a l'est). El continu muntanyenc es prolonga en la mateixa direcció fins a ben prop de la mar mitjançant la serra d'Ador.

## Particularitats
La serra d'Agullent està envoltada per les poblacions del Beniatjar, Otos, Carrícola, Atzeneta d'Albaida, Albaida, Benissoda, Ontinyent i Agullent (que dona nom a la serra) a la part nord o de la Vall d'Albaida. I per la part sud o de la Vall d'Agres (el Comtat) per les poblacions d'Alfafara i Agres.
S'estén al llarg de 12 quilòmetres assolint una altura màxima de 890 metres al pic de la Cova Alta, al terme d'Albaida. La bassa d'aigua del Pou Clar d'Ontinyent marca el límit oriental de la serra.
Predomina entre la seua vegetació la carrasca i el pi.